# Morska transgresija
Morska transgresija je geološki dogodek, med katerim se gladina morja dvigne glede na kopno in se obala premakne proti višjim terenom, kar povzroči poplave. Transgresije lahko povzroči pogrezanje kopnega ali napolnitev oceanskih bazenov z vodo ali zmanjšanje njihove zmogljivosti. Transgresije in regresije lahko povzročijo tektonski dogodki, kot so orogeneze, hude podnebne spremembe, kot so ledene dobe ali izostatične prilagoditve po odstranitvi obremenitve ledu ali usedlin.
V obdobju krede je širjenje morskega dna ustvarilo razmeroma plitek atlantski bazen na račun globljega pacifiškega bazena. To je zmanjšalo zmogljivost svetovnega oceanskega bazena in povzročilo dvig morske gladine po vsem svetu. Zaradi dviga morske gladine so oceani popolnoma prestopili osrednji del Severne Amerike in ustvarili Zahodno notranjo morsko pot od Mehiškega zaliva do Arktičnega oceana.
Nasprotje transgresije je regresija, pri kateri gladina morja pade glede na kopno in razkrije nekdanje morsko dno. Med pleistocensko ledeno dobo je bilo toliko vode odvzeto iz oceanov in shranjeno na kopnem kot celoletni ledeniki, da se je ocean znižal za 120 m, kar je razkrilo Beringov kopenski most med Aljasko in Azijo.

## Značilen facies
Spremembe sedimentnega faciesa lahko kažejo na transgresije in regresije in jih je pogosto enostavno prepoznati zaradi edinstvenih pogojev, potrebnih za odlaganje posamezne vrste sedimenta. Na primer, grobozrnati klastiti, kot je pesek, se običajno odlagajo v obalnih visokoenergijskih okoljih; vendar se drobnozrnati sedimenti, kot sta mulj in karbonatno blato, odlagajo dlje od obale, v globljih vodah z nižjo energijsko vrednostjo.
Tako se transgresija pokaže v sedimentnem stolpcu, ko pride do spremembe iz bližnjega faciesa (kot je peščenjak) v morski (kot je lapor), od najstarejših k najmlajšim kamninam. Regresija bo vsebovala nasprotni vzorec, pri čemer se bodo morski faciesi spremenili v bližnje. Plasti manj jasno predstavljajo regresije, saj so njihove zgornje plasti pogosto označene z erozijsko neskladnostjo.
Oba sta idealizirana scenarija; v praksi je prepoznavanje transgresije ali regresije lahko bolj zapleteno. Na primer, regresijo lahko nakazuje sprememba iz karbonatov samo v skrilavec ali transgresija iz peščenjaka v skrilavec itd. Pomembne so tudi stranske spremembe faciesa; dobro označeno transgresijsko zaporedje na območju, kjer je bilo epirsko morje globoko, je morda le delno dlje, kjer je bila voda plitva. Te dejavnike je treba upoštevati pri razlagi določenega sedimentnega stolpca.